# TNA Lockdown
Lockdown foi um evento de luta profissional realizado pela promoção americana Impact Wrestling. O evento foi realizado pela primeira vez em 2005 e foi considerado um dos principais eventos da empresa (ao lado de Slammiversary e Bound for Glory). A premissa do evento era que todo o card fosse disputado dentro de uma jaula de aço. Outras partidas no cartão apresentavam truques adicionais adicionados ao formato de gaiola de aço, como a assinatura luta Lethal Lockdown (uma variante da partida WarGames) e as partidas Xscape e "Queen of the Cage".
Originalmente, Lockdown deveria ter apenas duas lutas de jaula para destacar o nome; o evento de 2013 foi o único a seguir esse formato. Com exceção dos eventos de 2005 e 2006, o Lockdown foi realizado fora do Impact Zone em Orlando, Flórida. Os primeiros dez eventos foram realizados em pay-per-view, enquanto os dois últimos eventos foram transmitidos como episódios especiais da série de televisão semanal do Impact. Em 24 de janeiro de 2020, o Impact anunciou o retorno do Lockdown como um especial do Impact Plus, a ser realizado em 28 de março de 2020, mas o evento foi cancelado devido à pandemia de COVID-19.